# Ruta Estatal de Nevada 893
La Ruta Estatal de Nevada 893, y abreviada SR 893 (en inglés: Nevada State Route 893) es una carretera estatal estadounidense ubicada en el estado de Nevada. La carretera inicia en el Sur desde la US 6  , US 50   en Lages Station hacia el Norte en la Muncy Creek. La carretera tiene una longitud de 64 km (39.753 mi).

## Mantenimiento
Al igual que las autopistas interestatales, y las rutas federales y el resto de carreteras estatales, la Ruta Estatal de Nevada 893 es administrada y mantenida por el Departamento de Transporte de Nevada por sus siglas en inglés Nevada DOT.